# 法雲
法雲（ほううん）は、中国南朝梁の学僧であり、住んでいた寺の名から光宅とも光宅寺法雲ともいう。僧旻・智蔵と共に梁の三大法師の一人。俗姓は周氏。義興郡陽羡県（江蘇省無錫市宜興市）の出身の人である。

## 経歴
- 7歳のとき、鍾山定林寺の僧印について出家して、『法華経』を学ぶ。
- 13歳のとき、荘厳寺に移り、僧宗および僧遠に学ぶ。
- 永明8年（490年）頃、僧柔の講説を聴き、僧旻・智蔵とともに慧次について『成実論』や三論を学ぶ。
- 建武4年（497年）夏、初めて妙音寺で『法華経』『浄名経』を開講して賞賛される。
- 天監10年（511年）、華林園における『法華経』の講説に際し、天花降下の奇瑞を感じた。南京の雨花台はその旧跡とされる。
- 普通6年（525年）、大僧正に任命され、同泰寺に千僧会を設ける。
- 大通元年（529年）、示寂。

## 人物像
僧俗との交遊が多く、梁の武帝は光宅寺を創建して法雲を住まわせ、国家の僧とした。
なお、聖徳太子が『法華義疏』製作に際して、光宅法師の『法華義記』を「本義」としたことが有名である。

## 著作
- 『法華義記』（現存）
- 菅野博史訳注 『法華義記』 大蔵出版「法華経注釈書集成」 1996、オンデマンド版2017
- 『成実論疏』
- 『注大品（ちゅうだいぼん）』